# Dictyosphaeria

A Dictyosphaeria decaisne é uma alga-verde e por isso está no grupo das Chlorophytas. Junto a ela existem muitas outras (mais de mil espécies de algas verdes). Ela faz parte da família Valoniceae e está classificada como Chlorophyceae.